# ایلای تادیو
ایلای تادیو (به پرتغالی: Ely Thadeu Bravim Rangel) مهاجم اهل برزیل است که در شهر Vila Velha، اسپیریتو سانتو و در تاریخ ۱۲ اوت ۱۹۸۲ به دنیا آمده‌است.
ایلای تادیو در تیم‌های فوتبال واسکو دوگاما سابقهٔ حضور دارد.